# Quintanilla de Arriba
Quintanilla de Arriba ist ein nordspanisches Dorf und eine Gemeinde (municipio) mit 155 Einwohnern (Stand: 2024) in der Provinz Valladolid in der autonomen Region Kastilien-León. 

## Lage
Quintanilla de Arriba liegt in der kastilischen Hochebene in einer Höhe von etwa 740 m. Der Duero begrenzt die Gemeinde im  Norden. Die Provinzhauptstadt Valladolid befindet sich gut 50 Kilometer (Fahrtstrecke) westnordwestlich. Das Klima im Winter ist durchaus kalt, im Sommer dagegen warm bis heiß; die spärlichen Regenfälle (ca. 511 mm/Jahr) verteilen sich über das ganze Jahr.

## Bevölkerungsentwicklung
| Jahr      | 1970 | 1981 | 1991 | 2001 | 2011 | 2021 |
| Einwohner | 496  | 302  | 254  | 228  | 186  | 160  |

## Sehenswürdigkeiten
- Kirche Mariä Himmelfahrt

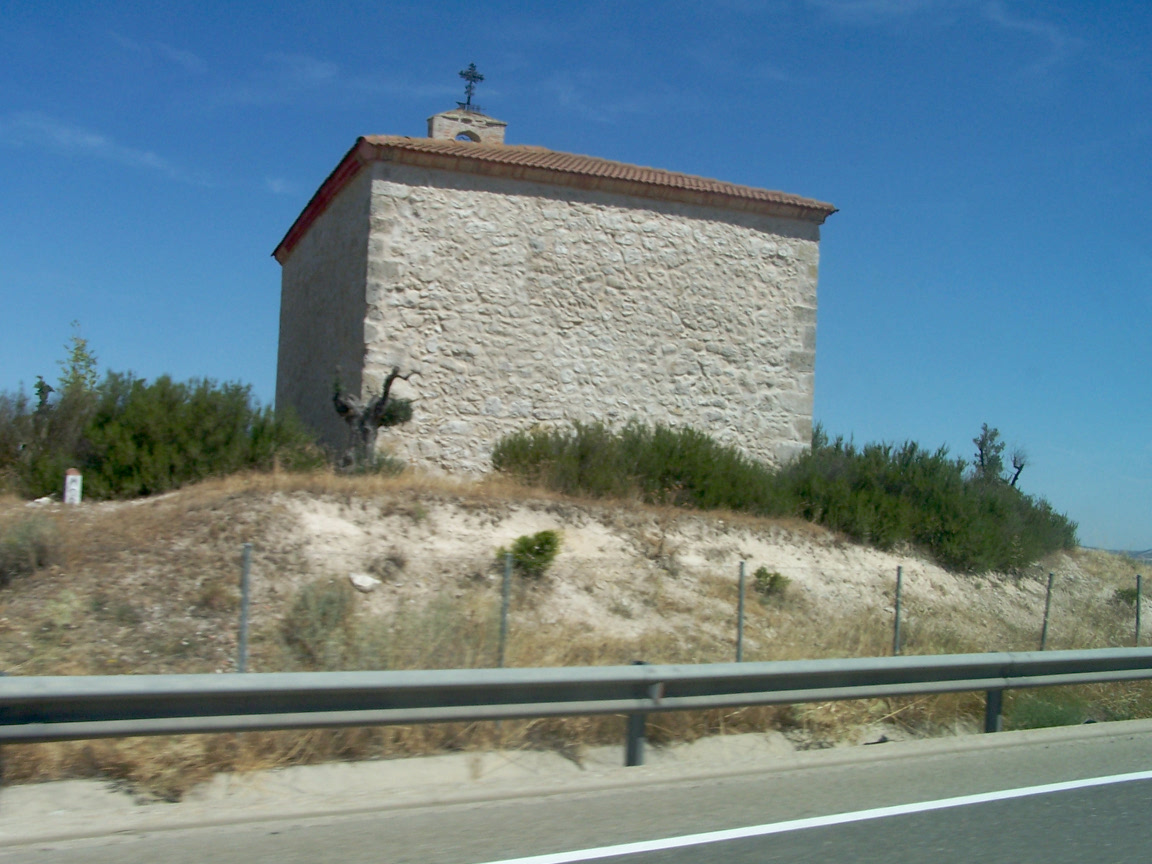
Christuskapelle

- Christuskapelle